# Oleh Saltovec'
Oleh Anatolijovyč Saltovec' (in ucraino Олег Анатолійович Салтовець?; Charkiv, 3 luglio 1977) è un ex cestista ucraino.
È anche noto in occidente con la traslitterazoine Oleg Saltovets.

## Carriera
Con l'Ucraina ha disputato i Campionati europei del 2011.